# Amphinemura palmeni
Amphinemura palmeni (лат.) — вид веснянок из семейства Немуриды. Северная Америка (Канада и США) и северная Европа: Финляндия, Норвегия, Россия (Мурманская область). Мелкие темноокрашенные насекомые (менее 1 см). Имаго появляются с июня по август. Личинки-нимфы обитают в чистых и холодных ручьях и реках.
Вид Amphinemura palmeni был впервые описан в 1917 году под первоначальным названием Nemoura palmeni Koponen, 1917.
В 2012 году американский таксон Amphinemura linda (Ricker, 1952) был синонимизирован с европейским до этого Amphinemura palmeni (Koponen, 1917).
Вид Amphinemura linda (Ricker, 1952) был впервые описан в 1952 году по материалам из штата Мичиган (Montmorency County, Hunt Creek, США) под первоначальным названием Nemoura linda  Ricker, 1952.